# Ney Matogrosso
Ney de Souza Pereira, conocido como Ney Matogrosso, (Bela Vista, 1 de agosto de 1941) es un cantante, productor, director y actor ocasional brasileño. Exintegrante de Secos & Molhados (1973-1974), es el artista más destacado del grupo desde que inició su carrera solista en 1975. La revista Rolling Stone lo nombró la tercera mayor voz brasileña y el trigésimo primer mejor artista brasileño de todos los tiempos.Ha publicado 25 álbumes de estudio, 9 en vivo y un álbum recopilatorio.
El uso de maquillaje y vestimenta exótica, así como sus actuaciones coreografiadas, lo convirtieron en todo un referente pop a finales de los setenta y principios de los ochenta, en la línea de David Bowie o Elton John, al tiempo que reforzaron su fama en toda América Latina. Desde entonces es uno de los artistas más reconocidos y respetados de Brasil. En 2014 recibió el Premio Grammy Latino a la Excelencia Musical y en 2017 el Prêmio da Música Brasileira en reconocimiento a toda su carrera.
En 2025, se estrenó la película Hombre con H, basada en su vida, dirigida por Esmir Filho y protagonizada por Jesuita Barbosa. 

## Biografía
Hijo del militar de carrera Antônio Matogrosso Pereira, veterano de la Segunda Guerra Mundial. Desde pequeño ha mostrado vocación artística: cantaba, pintaba, interpretaba. Su niñez y adolescencia fueron marcadas por la soledad, hasta cumplir 17 años, cuando dejó la casa de su familia para ingresar en la Fuerza Aérea Brasileña. En ese momento, no tenía idea de lo que hacer de su vida. Le gustaba el teatro y cantaba ocasionalmente, pero llegó a trabajar en el laboratorio de anatomía patológica del Hospital de Base de Brasília, invitado por su primo.
Después de algún tiempo fue invitado a participar de un festival universitario y llegó a crear un cuarteto vocal, contra las protestas de su profesora de canto y a pesar de que el director del coro del cual formaba parte elogiase su voz especial. Después del festival hizo un poco de todo, hasta actuar en un programa de televisión. También concentró su atención en el teatro, decidido a ser actor. Siguiendo este sueño desembarcó en Río de Janeiro en 1966, donde pasó a vivir de la confección y venta de piezas de artesanía en cuero. Ney adoptó completamente la filosofía de vida hippie.
En este período, vivió entre Río de Janeiro, São Paulo y Brasília, hasta que conoció a João Ricardo; João buscaba un cantante de voz aguda para un conjunto musical y lo invitó para ser el cantante del grupo Secos e Molhados.

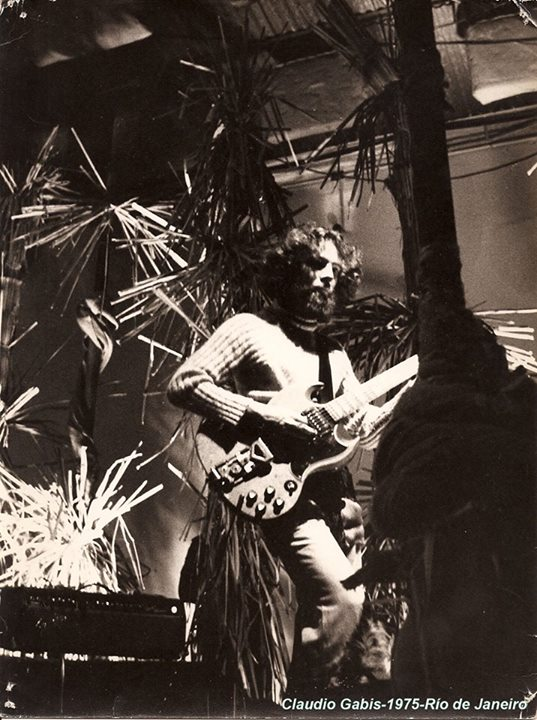
El guitarrista argentino Claudio Gabis tocando para el debut artístico de Ney Matogrosso en el Teatro Nacional de Río de Janeiro (1975).

Dejó Secos e Molhados al año siguiente, después del gran estruendo que la banda causó en todo el país. En 1975 lanzó su primer disco solista, llamado "Água do Céu-Pássaro". El disco venía en una tapa de cartón rústico, con Ney Matogrosso pintado, vestido con pelos de mono, cuernos, pulseras de dientes de vaca. Fue considerado demasiado extravagante y pasó desapercibido para el público. En la banda que lo acompañó en este álbum, además de destacados músicos brasileños como el trompetista Marcio Montarroyos, participó el guitarrista argentino Claudio Gabis. En 1976 vino el reconocimiento con el disco "Bandido". La canción "Bandido Corazón", compuesta por Rita Lee se volvió un gran éxito en la voz de Ney. Todavía en esa época Ney escandalizaba a Brasil. 
Ney terminó la década de los 70 y comenzó la de los 80 totalmente transgresor, siendo amenazado varias veces por el régimen militar. Fueron años muy prolíficos, en los que publicaba prácticamente un álbum al año:  Sujeito Estranho (1980), Ney Matogrosso (1981), Mato Grosso (1982), Pois É (1983), Destino de Aventureiro (1984), Bugre (1986). En ese período Ney lanzó algunos de sus mayores éxitos: "Homem com H", "Calúnias", "Bandoleiro", "Espinha de bacalhau" (con Gal Costa), "Retrato Marron", entre otros. En enero de 1985, abrió la primera edición del famoso festival Rock in Rio. 
En 1987 entra en una nueva fase: con el LP "Pescador de Pérolas", muestra una faceta más segura: abandona el maquillaje, empieza a vestir saco y corbata y atrae un nuevo público. A partir de ahí, Ney se consagró como uno de los mejores intérpretes de la MPB y también el más versátil. Durante la década de los 90 tocó con Rafael Rabelo, grabó un CD con canciones de Ángela María, grabó un CD solista con temas de Chico Buarque (el elogiadísimo CD "Um Brasileiro), grabó canciones de Cartola, y realizó una antología de sambas de los años 20 y 30. En 2004 volvió a los medios con el proyecto "Vagabundo", en el que canta con el grupo carioca "Pedro Luís e a Parede". En 2008 protagonizó el especial de la Rede Globo , cantando canciones de Cazuza. También en 2008, regrabó la canción Lig Lig Lig Lé para ser la apertura de la telenovela Negócio da China , de Miguel Falabella, e hizo una aparición especial como bailaríin en el primer episodio de la telenovela Macao. También participó en el cortometraje Depois de tudo, dirigido por Rafael Saar.
En marzo de 2009, Ney protagonizó la película Luz Nas Trevas, de Helena Ignez, escrita por Rogério Sganzerla, secuela de la película de 1968 O Bandido da Luz Vermelha. A finales del mismo año lanzó el aclamado CD Beijo bandido, producido por Paulo Junqueiro y Victor Kelly. En 2011 participó en el cortometraje Fca Carla, como el médico Dr. Virgílio y un año después actúa en la película Gosto de Fel, de Beto Besant y estrena el documental Olho Nu, dirigido por Joel Pizzini.
En 2014 recibió el Premio Grammy Latino a la Excelencia Musical y en 2017 el Prêmio da Música Brasileira en reconocimiento a toda su carrera. Desde entonces ha lanzado varios álbumes, ha participado en numerosos festivales, ha hecho giras por América Latina y Europa.
En 2024 se embarcó en una gira internacional por sus 50 años de carrera, dando multitudinarios conciertos en San Pablo, Lisboa, Montevideo, y en el Rock in Rio de Río de Janeiro.
Será el tema de la Escuela de Samba Imperatriz Leopoldinense en el Carnaval de Río de Janeiro de 2026.
Ney mantiene, en el Estado de Río de Janeiro, un área de preservación ambiental para los monos leones dorados, especie que llegó a estar en peligro de extinción.

## Filmografía
En 2019 actuó en la coproducción argentino-brasileña Boni Bonita.

## Discografía

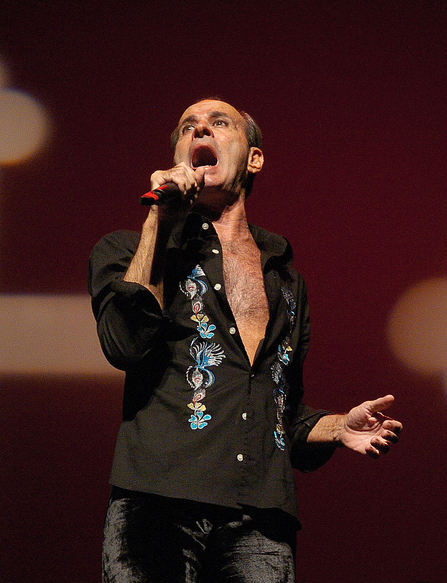
Ney Matogrosso en 2006.

### Álbumes
- Água do Céu-Pássaro, también como Homem de Neanderthal y contó con Claudio Gabis (1975)
- Bandido (1976)
- Pecado (1977)
- Feitiço (1978)
- Seu Tipo (1979)
- Sujeito Estranho (1980)
- Ney Matogrosso (1981)
- Mato Grosso (1982)
- ...Pois É (1983)
- Destino de Aventureiro (1984)
- Bugre (1986)
- Pescador de Pérolas (1987)
- Quem Não Vive Tem Medo da Morte (1988)
- Ney Matogrosso Ao Vivo (1989)
- À Flor da Pele (1990) - with Raphael Rabello
- As Aparências Enganam (1993) - con Aquarela Carioca
- Estava Escrito (1994)
- Um Brasileiro (1996)
- O Cair da Tarde (1997)
- Olhos de Farol (1999)
- Vivo (2000)
- Batuque (2001)
- Ney Matogrosso Interpreta Cartola (2002)
- Ney Matogrosso Interpreta Cartola Ao Vivo (2003)
- Vagabundo (2004) - con Pedro Luís e a Parede
- Canto em Qualquer Canto  (2005)
- Vagabundo ao vivo(2005) - con Pedro Luís e a Parede
- Vagabundo ao Vivo (2006) / Ney Matogrosso, Pedro Luis y Parede - (Universal)
- Inclassificáveis (2008) - EMI Music
- Beijo Bandido (2009) - EMI Music
- Atento aos Sinais (2013)

### Extras
- A Floresta do Amazonas - Villa-Lobos (1988)
- Brazil night - Ao vivo em Montreaux - Caetano Veloso, João Bosco e Ney Matogrosso (1983)

### Compilaciones
- Vinte e cinco (1996)
- Juntos - Ney Matogrosso e Secos & Molhados

### Apariciones
- 1973 - Secos e Molhados
- 1974 - Secos e Molhados
- 1975 - Homem de Neanderthal
- 1976 / 1977 - Bandido
- 1978 / 1979 - Feitiço
- 1980 - GRAVADO AO VIVO NO MARACANÃZINHO
- 1980 - Seu tipo
- 1981 - Homem com H
- 1982 / 1983 - Matogrosso
- 1984 / 1985 - Destino de aventureiro
- 1990 / 1991 - À flor da pele - con Raphael Rabello
- 1992 / 1993 - As aparências enganam - con Aquarela Carioca
- 1999 / 2000 - Olhos de Farol
- 2001 / 2002 - Batuque
- 2004 / 2005 - Vagabundo - con Pedro Luís e a Parede
- 2005 / 2007 - Canto em qualquer Canto
- 2007 / 2008 - Inclassificáveis